# Ronan McLaughlin
Pour les articles homonymes, voir McLaughlin.
Ronan McLaughlin, né le 11 mars 1987 à Muff (en), est un coureur cycliste irlandais.

## Palmarès et résultats

### Palmarès par année
- 2005
  - 2e du championnat d'Irlande du contre-la-montre juniors
  - 2e du championnat d'Irlande sur route juniors
- 2008
  - 3e du championnat d'Irlande du contre-la-montre espoirs
- 2009
  - 2e du championnat d'Irlande sur route espoirs
- 2015
  - 2e du Tour of the North
- 2017
  - 3e de la Rás Mumhan
- 2018
  - 2e étape du Tour d'Ulster
  - Shay Elliott Memorial Race
- 2019
  - Shay Elliott Memorial Race

### Classements mondiaux
| Année           | 2009 | 2010 | 2011 | 2012 | 2013 | 2014 | 2015 | 2016 | 2017 | 2018   |
| --------------- | ---- | ---- | ---- | ---- | ---- | ---- | ---- | ---- | ---- | ------ |
| UCI Europe Tour | 899e | 722e | 902e |      | 645e |      |      |      |      | 2 138e |